# Brownie (Gitarre)
Brownie ist der Spitzname einer Fender Stratocaster, die der englische Gitarrist Eric Clapton 1967 in London erworben hatte, und die 1999 für einen wohltätigen Zweck für 450.000 $ in New York City versteigert wurde.

## Geschichte
Clapton spielte während seiner Zeit mit Cream, den Yardbirds und an der Seite von John Mayall eine rote Gibson ES-335 namens Cherry Red und eine Gibson Les Paul namens Beano. Im Jahre 1967, wenige Tage bevor Cream nach New York reisten, um Disraeli Gears aufzunehmen, kaufte er in London eine gebrauchte Fender Stratocaster, Baujahr 1956. Mit Brownie nahm Clapton sein Debütalbum Eric Clapton sowie Layla and Other Assorted Love Songs auf – die Gitarre ist auf beiden Covers zu sehen. Außerdem tourte Clapton Anfang der 70er-Jahre mit Brownie, bis er nach einem weiteren Besuch der USA Blackie kaufte.
1999 wurde Brownie in New York für das Crossroads Centre auf Antigua versteigert. Die Auktion endete bei 450.000 $ und war bis zum Verkauf der Blackie 2004 die teuerste E-Gitarre der Welt.
2013 ehrte der Fender Custom Shop mit einem auf 100 Stück limitierte Tribut-Modell das Instrument. Der Preis lag bei 14.000 €.